# Grahovo (Słowenia)
Grahovo – wieś w Słowenii, w gminie Cerknica. W 2018 roku liczyła 484 mieszkańców.